# Mlingoti Magharibi
Mlingoti Magharibi (auch Mlingotini Magharibi) ist ein Verwaltungsbezirk (Ward) des Distrikts Tunduru in der tansanischen Region Ruvuma.

## Geografie
Mlingoti Magharibi (übersetzt Mlingoti West) liegt im Süden von Tansania südwestlich der Distrikthauptstadt Tunduru.
Der Bezirk grenzt im Nordwesten an Kidodoma, im Nordosten an Nanjoka, im Osten an Mchangani und Tuwemacho, im Süden an Mtina und im Südwesten an Chiwana. Bei der Volkszählung 2022 lebten 4691 Menschen in 1333 Haushalten auf einer Fläche von 141 Quadratkilometern.

## Gliederung
Der Bezirk besteht aus vier Gemeinden (Mtaa) mit 23 Orten (Kitongoji):
| Kitanda - Miembeni - Godauni A - Godauni B - Msanjo - Nasomwa A - Nasomwa B - Mzimbazi - Lusanja - Milonde - Kawinga - Mguse | Mkonda - Miembeni - Minazini - Majiswela | Malombe - Chingamba - Malombe - Msamati - Mtopetope | Msinjili - Chemchem - Majengo - Mponda - Msinjili - Mbagala |

## Wirtschaft und Infrastruktur
- Gesundheit: In der Gemeinde Kitanda liegt eine staatliche Apotheke.[8]